# 歩兵第110連隊
歩兵第110連隊（ほへいだい110れんたい、歩兵第百十聯隊）は、大日本帝国陸軍の連隊のひとつ。

## 沿革
- 1938年（昭和13年）

6月23日 - 軍旗拝受
7月14日 - 塘沽に上陸、連隊本部は保定に向かい、第1大隊と第3大隊は魯北作戦のため徳県に向かい、第2大隊は高牌店に向かう。徐州会戦は終結しつつあり第110師団は後方警備にあたる
9月19日 - 山西省キョウ源を攻撃するため連隊本部、第1大隊、第2大隊、その他が出発、同日第1大隊は十家鎮を、第2大隊は新城を攻略する
9月21日 - 第2大隊が凌雲仙を攻撃し、翌22日には第1大隊は敵前渡河を実施する
10月9日 - キョウ源に到着する
- 1939年（昭和14年） - 晋察冀辺作戦
- 1940年（昭和15年）1月 - 嬉村付近にて警備討伐を実施（翌1941年2月まで）
- 1944年（昭和19年） - 京漢作戦では洛陽を攻撃
- 1945年（昭和20年） - 予カク作戦では西峡口を攻撃するも損害多数でる

8月 - 終戦

## 歴代連隊長
| 代 | 氏名       | 在任期間     | 備考 |
| -- | ---------- | ------------ | ---- |
| 1  | 永幡寮一   | 1938.6.18 -  |      |
| 2  | 柳川真一   | 1939.3.9 -   |      |
| 3  | 水上源蔵   | 1940.9.24 -  |      |
| 4  | 黒須源之助 | 1941.11.15 - |      |
| 末 | 中村武男   | 1945.2.12 -  |      |